# El estornino
El estornino (en inglés: The Starling) es una película de comedia dramática estadounidense de 2021 dirigida por Theodore Melfi y escrita por Matt Harris. Es protagonizada por Melissa McCarthy, Chris O'Dowd, Timothy Olyphant, Daveed Diggs, Skyler Gisondo, Laura Harrier, Rosalind Chao, Loretta Devine y Kevin Kline.
Tuvo su estreno mundial en el Festival Internacional de Cine de Toronto de 2021 el 12 de septiembre de 2021. Fue estrenada de forma limitada el 17 de septiembre de 2021, antes de emitirse en Netflix el 24 de septiembre de 2021.

## Reparto
- Melissa McCarthy como Lilly Maynard
- Chris O'Dowd como Jack Maynard
- Kevin Kline como Dr. Larry Fine
- Timothy Olyphant como Travis Delp
- Daveed Diggs como Ben
- Skyler Gisondo como Dickie
- Loretta Devine como Velma
- Laura Harrier como Sherri
- Rosalind Chao como Fawn
- Kimberly Quinn como Regina
- Emily Tremaine como Alice
- Scott MacArthur como Ralph the Trucker
- Elisabeth Rohm como Nancy Rothwelder
- Veronica Falcón como Rosario Alvarez
- Brock Brenner como Dillon
- Edi Patterson como Margie
- Carla Gallo como Dr. Wilson
- Dan Bakkedahl como Chuck
- Don McManus como Big Daddy

## Producción
The Starling, escrito por Matt Harris, apareció en la "Lista Negra" de 2005 de los guiones no producidos más gustados. En marzo de 2017, se informó que Dome Karukoski se adjuntó para dirigir la película, con Keanu Reeves e Isla Fisher respectivamente en conversaciones y en negociaciones finales para protagonizar.
En junio de 2019, se anunció que Melissa McCarthy y Chris O'Dowd protagonizarían la película, con la dirección de Theodore Melfi. Los tres habían trabajado juntos anteriormente en St. Vincent (2014). En agosto de 2019, Kevin Kline, Timothy Olyphant, Daveed Diggs, Skyler Gisondo, Loretta Devine, Laura Harrier, Rosalind Chao y Kimberly Quinn se unieron al elenco de la película.
La fotografía principal comenzó el 2 de agosto de 2019, y concluyó el 19 de septiembre de 2019. El rodaje tuvo lugar en la ciudad de Nueva York.

## Estreno
En abril de 2020, Netflix adquirió los derechos de distribución de la película por 20 millones de dólares. Tuvo su estreno mundial en el Festival Internacional de Cine de Toronto de 2021 el 12 de septiembre de 2021, antes de recibir un lanzamiento limitado en los Estados Unidos el 17 de septiembre de 2021, antes de la transmisión en Netflix el 24 de septiembre de 2021.